# Microplexia discreta
Microplexia discreta là một loài bướm đêm trong họ Noctuidae.